# Saguinus mystax
Saguinus mystax là một loài động vật có vú trong họ Cebidae, bộ Linh trưởng. Loài này được Spix mô tả năm 1823.

## Hình ảnh

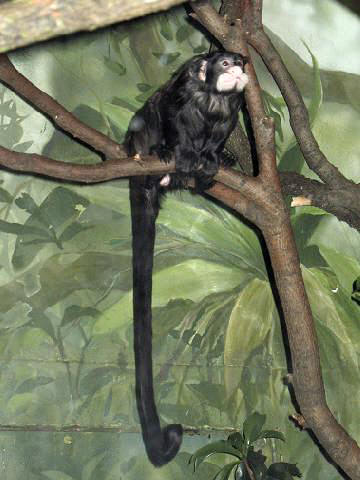